# Marcel Ausloos
Pour les articles homonymes, voir Ausloos.
Marcel Ausloos (Charleroi octobre 1943- ) est un ingénieur physicien belge.

## Biographie
Chargé de cours (2003-2009) en physique statistique appliquée et des matériaux à l'Université de Liège, il a fondé et dirigé le groupe SUPRAS (Services Universitaires Pour la Recherche et les Applications de la Supraconductivité), devenu ensuite le centre de recherches SUPRATECS (Services of the University Performing Research and Applications in the Technology of materials : Electroceramics, Composite and Superconductors). Il a aussi initié le GRASP, et finalement le GRAPES (Groupe de recherche pour des applications de physique en économie et sociologie, ou Group of Researchers for Applications of Physics in Economy and Sociology).

## Domaines de recherche
Il a principalement contribué à des travaux scientifiques, d'une part en mécanique statistique de systèmes à l'équilibre (modèles de spins, liquides, et autres systèmes désordonnés pouvant être décrits comme fractales ou multi-fractales) ou hors d'équilibres (systèmes cyclants ou chaotiques, et modèles de croissance) en  fonction de questions posées en physique de la matière condensée ou en météorologie, en éconophysique et en sociophysique, récemment, y compris sur les réseaux sociaux, scientifiques ou religieux ainsi que sur la dynamique des processus d'innovation ou de transfert de connaissances et l'analyse de textes; d'autre part, précédemment, en sciences des matériaux (alliages désordonnés, matériaux amorphes, magnétiques ou non, métalliques ou non, poudres et fractures, propriétés mécaniques, optiques, électriques; systèmes magnétiques ou supraconducteurs)

## Reconnaissances
Il a été, entre autres, Fullbright/Hays Fellow et IoP (UK) Chartered Fellow.
Parmi ces nombreuses distinctions scientifiques, il a, en particulier, été professeur Honoré de l'université nationale de La Plata, a reçu la médaille d'or de l'université de Wroclaw (Uniwersytet Wrocławski) en Pologne, et le Diplôme d’honneur de l'Académie des sciences de Bulgarie (Bălgarska akademija na naukite).
Il a été le premier docteur honoris causa de l'université de Houte-Si-Plou pour ses travaux en éconophysique et sa prédiction du krach boursier du 27 octobre 1997. Il est commandeur de l'ordre de Léopold II.